# Edda Dora Essigmann-Fantanar
Edda Dora Essigmann-Fantanar (n. 6 aprilie 1922, Brașov - d. 2 aprilie 2017, Rimsting) a fost o scriitoare de limba germană, originară din România.
A început studiile la Academia Comercială din Brașov, pe care însă nu le-a mai terminat deoarece, după al Doilea Război Mondial, a fost deportată în Uniunea Sovietică, alături de alți cetățeni români de etnie germană, și a muncit timp de 5 ani în minele de cărbuni din regiunea Donețk.
La întoarcere, a găsit familia deposedată de avere și lipsită de mijloace de subzistență. Pe deasupra, a început și prigoana politică. Socrul său a fost condamnat la moarte și executat. Tatăl său s-a sinucis. Soțul său a fost închis timp de 7 ani ca deținut politic.
În anul 1980 i s-a aprobat cererea de emigrare în Republica Federală Germania. S-a stabilit în Bavaria, în localitatea Geretsried, la sud de München.
La sfatul fiului său, a început să scrie aminirile legate de viața sa, din care, mai târziu, a rezultat primul roman pe care l-a publicat.

## Scrieri
- Aller guten Dinge sind dreizehn („Toate lucrurile bune sunt treisprezece” - Roman), editat în regie proprie, Geretsried, 1996
- Meine ges-t-ammelten Werke („Operele mele adunate/răvășite”), Editura Heßler, Baiersdorf, 2000
- Die das Glück suchen („Cei care caută fericirea” - Roman), editura Langen Müller, München, 2005, - ISBN 9783784429939 ; ASIN : 3784429939